# Eugenio Di Sciascio
Eugenio Di Sciascio (Bari, 13 marzo 1963) è un ingegnere italiano.
È stato rettore del Politecnico di Bari per il sessennio 2013-2019.

## Biografia

### Attività accademica
Eugenio Di Sciascio si è laureato con lode in ingegneria elettronica presso l'Università di Bari nel 1988 e ha conseguito il Ph.D. nel 1994.  Nel 1992 è diventato ricercatore in "sistemi di elaborazione delle informazioni" presso l'Università di Lecce e nel 2000 professore associato presso il Politecnico di Bari. È professore ordinario dal 2004 e insegna Sistemi Informativi presso il Politecnico di Bari.
Dal 1º ottobre 2013 al 6 agosto 2019 è stato rettore del Politecnico di Bari.
È stato presidente del Comitato Regionale di Coordinamento (CURC) delle cinque università pugliesi.
È stato presidente (f.f.) del consorzio CINECA.
La sua attività di ricerca è orientata alla rappresentazione strutturata della conoscenza, ai sistemi di profilazione utente, ai sistemi pervasivi, web semantico e ai sistemi informativi per i porti e per la domotica. È il responsabile scientifico del laboratorio di sistemi informativi del Politecnico di Bari.

### Attività politica
Dimessosi dalla carica di Rettore, è stato nominato vicesindaco di Bari dal 7 agosto 2019. Accanto alle funzioni di vicesindaco gli sono state conferite le deleghe per l'innovazione tecnologica, i sistemi informativi e TLC, i servizi demografici, elettorali e statistici, gli affari generali e istituzionali, l'area di sviluppo industriale, le zone economiche speciali e le politiche attive del lavoro nell'ambito della nomina ad assessore alla Trasformazione Digitale e ai Servizi Civici. È stato presidente (f.f.) del CINECA. È stato in precedenza consigliere di amministrazione indipendente di Exprivia s.p.a. e Reggente della sede di Bari di Banca d'Italia. È stato presidente del distretto tecnologico pugliese della meccatronica MEDIS (2016.19) ed è stato presidente del CURC Puglia -Comitato Universitario di Coordinamento Regione Puglia (Biennio 2014-16)